# Czuszkopek

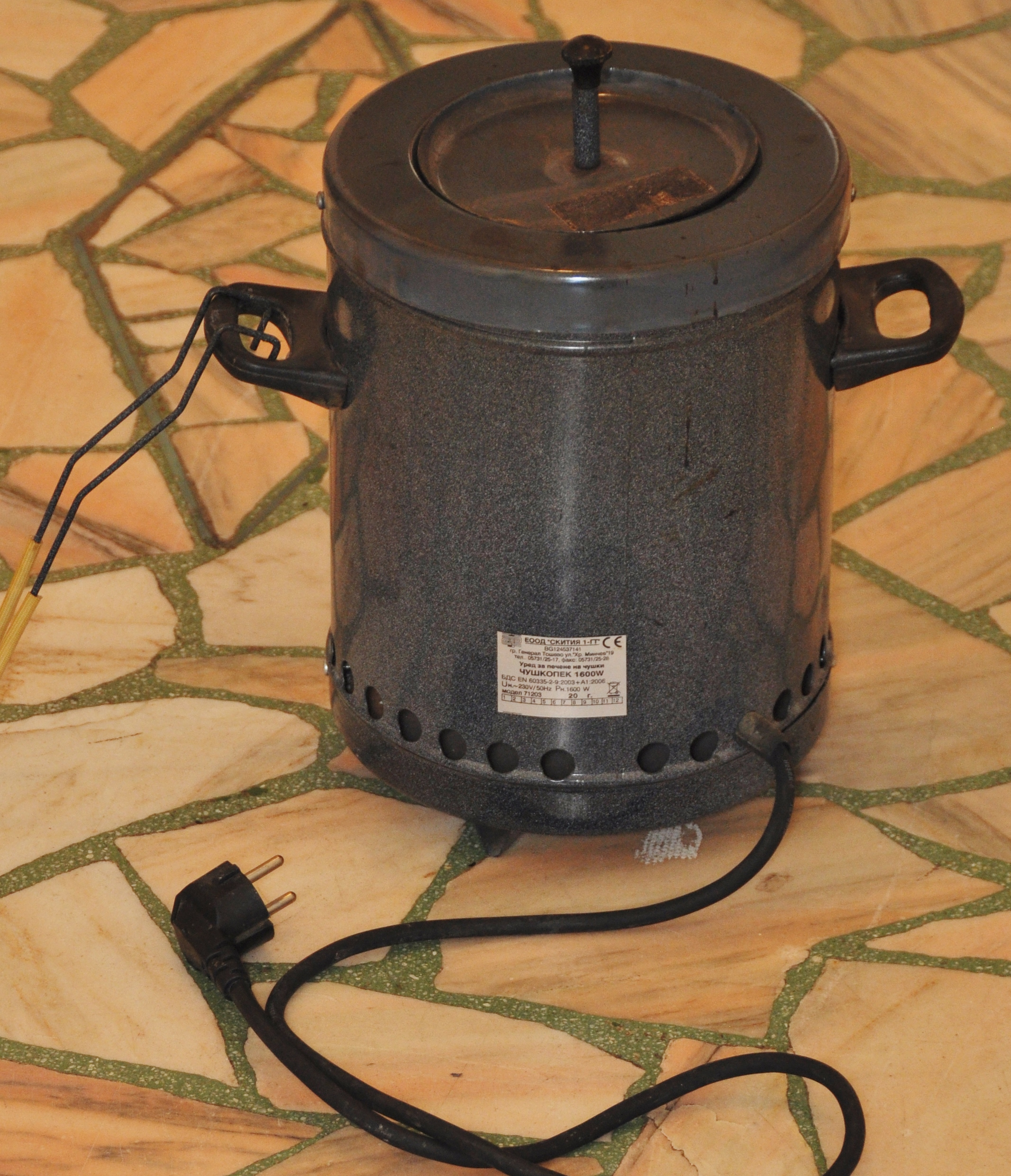
Czuszkopek

Czuszkopek (bułg. чушкопек) – bułgarskie podręczne urządzenie kuchenne do pieczenia papryki. 

## Charakterystyka
Wyposażone jest w elementy grzejne nagrzewające z zewnątrz ceramiczny cylinder, mniej więcej wielkości dużej papryki. Czuszkopek przeznaczony dla więcej niż jednego strąka papryki nazywany jest „potrójnym”. Może być również wykorzystywany do pieczenia innych warzyw, np. bakłażanów czy ziemniaków.
W okresie gospodarki planowej, w czasach istnienia Bułgarskiej Republiki Ludowej, produkowany od 1974 r. czuszkopek był masowo używanym urządzeniem kuchennym. Popularność jego użytkowania nadal się utrzymuje, także po przemianach 1989 r. W końcu 2009 r. został przez widzów Bułgarskiej Telewizji Narodowej wybrany jako "Bułgarskie osiągnięcie XX wieku" (telewizję umieszczono dopiero na trzecim miejscu).